# لای ئیو-فای
لای ئیو-فای (انگلیسی: Lai Yiu-fai؛ زادهٔ ۱۷ آوریل ۱۹۶۲) با نام تولدِ لیائو خوئی (چینی: 黎耀輝) یک فیلم‌بردار اهل هنگ کنگ است.
از فیلم‌ها یا مجموعه‌های تلویزیونی که وی در آن‌ها نقش داشته است می‌توان به اژدها و ۲۰۴۶ اشاره نمود.
وی همچنین برندهٔ جوایزی همچون جایزه حلقه منتقدان فیلم نیویورک برای بهترین فیلمبرداری شده است.